# António Variações
António Variações,   nome d'arte di António Joaquim Rodrigues Ribeiro (Fiscal, 3 dicembre 1944 – Lisbona, 13 giugno 1984), è stato un cantautore portoghese.

## Biografia
Figlio di contadini, comincia da piccolo a lavorare nei campi per poi cimentarsi in diverse professioni, tra cui quella di barbiere. Trasferitosi molto giovane a Lisbona, continua l'attività di parrucchiere per poi partire per il servizio militare in Angola. Senza aver terminato gli studi, avendo frequentato solo le scuole primarie, incomincia a esibirsi come cantante di un gruppo chiamato Os Variações, da cui prenderà il suo nome d'arte.
Sottoscrive un contratto con la casa discografica del produttore Valentim de Carvalho, al quale sottopone i suoi lavori, e nel 1983 esce il primo LP Anjo da guarda, che contiene successi come É p´ra Amanhã e O Corpo É que Paga. Nel 1984 pubblica l'ultimo album in vita, intitolato Dar e Receber, che contiene, tra gli altri brani, la celebre Canção de Engate. Fa pochissime apparizioni televisive, mentre più numerose furono quelle dal vivo. Lo stesso anno muore a causa di una broncopolmonite, incurabile forse a causa della SIDA (AIDS).

## Discografia
Singoli

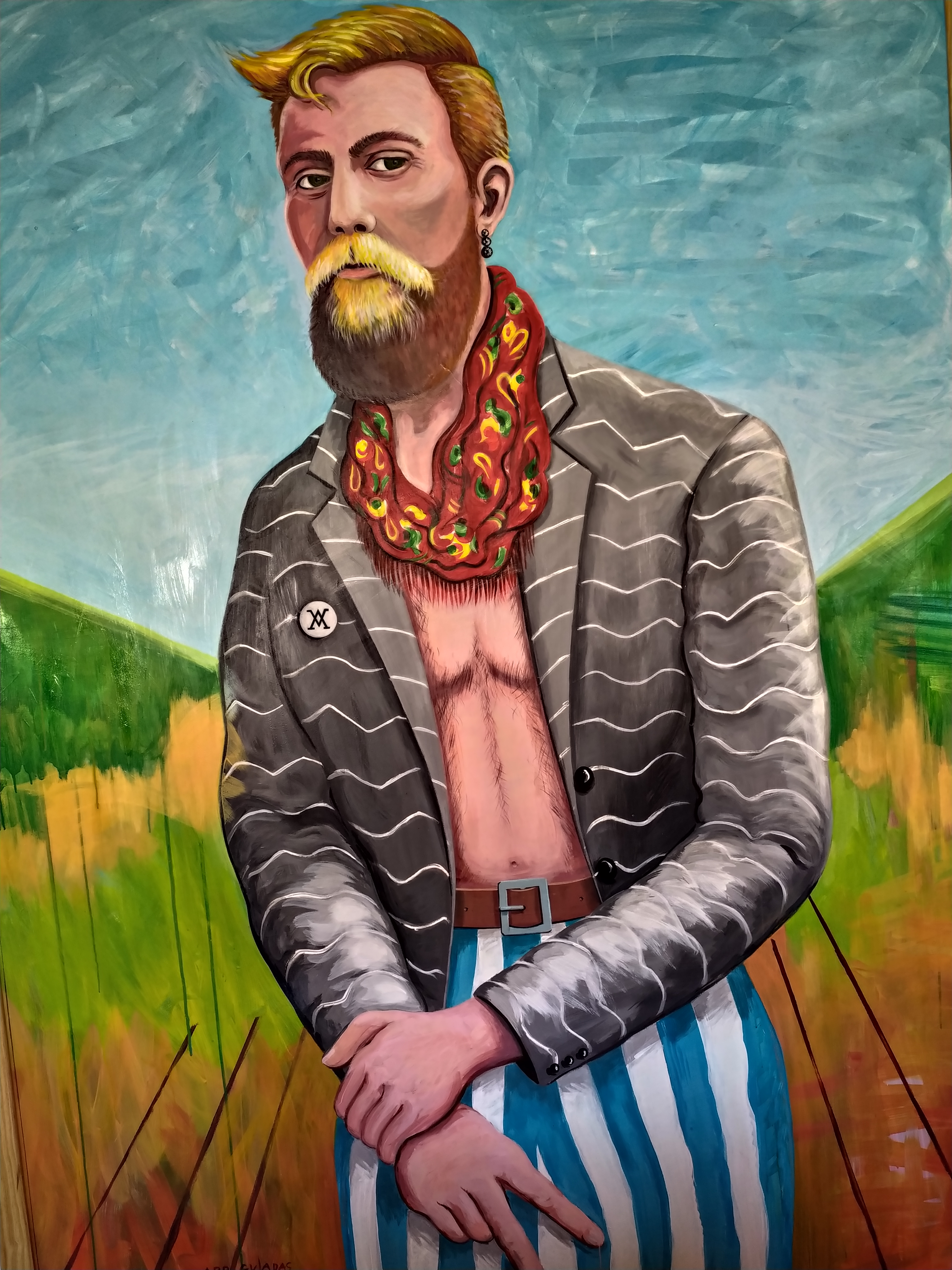

- 1982 - Povo que lavas no rio/Estou além
- 1983 - É p'ra amanhã.../Quando fala um português...
- 1997 - Canção de engate [Postumo]
- 1997 - O corpo é que paga/É p'ra amanhã... [Postumo]
- 1998 - Minha cara sem fronteiras - entre Braga e Nova Iorque [Postumo]

Album
- 1983 - Anjo da guarda
- 1984 - Dar & Receber
- 1998 - Anjo da guarda [Postumo]
- 2000 - Dar & receber [Postumo, rimasterizzato]

Compilation
- 1997 - O melhor de António Variações
- 2006 - A história de António Variações - entre Braga e Nova Iorque